# 石井まゆみ (歌手)
石井 まゆみ（いしい まゆみ、本名：石井 真弓（読み同じ）、1957年6月25日 - 、)は、1970年代に活躍した歌手。出身地は静岡県。身長157cm。B82cm、W59cm、H86cm（17歳時）。
第8回ヤマハポピュラーソングコンテスト（1974年）に「あこがれだから」という歌で出場した。キャッチフレーズは「水色の妖精」。庄司薫と五木寛之のファン。

## シングル
- 「甘い暴走／あしたは日曜」（1974年）品番:SOLB-161
- 「ごめんなさいねママ／春風のささやき」（1975年）品番:SOLB-221

いずれもCBSソニーから発売されている。